# Brgulje
Brgulje (olaszul: Berguglie) falu Horvátországban Zára megyében. Közigazgatásilag Zárához tartozik.

## Fekvése
Zárától légvonalban 33 km-re északnyugatra, Pagtól légvonalban 29 km-re délnyugatra a Molat-sziget középső részén egy magaslaton fekszik.

## Története
A falu területe akárcsak Molat-sziget már ősidők óta lakott. Ezt igazolja számos, elsősorban a paleolitikumból származó régészeti lelet, melyek egy részét a zárai régészeti múzeumban őrzik. A római korból nem maradt megbízható adat a sziget lakott voltáról. Nem maradtak fenn római eredetű földrajzi nevek csak egy tenger alatti lelőhely a kis Tovarnjak-szigetnél és a Zorljevica kőbánya tanúsítja az itteni római jelenlétet. Molat szigete és vele a mai Brgulje területe a horvátok érkezésétől a velencei uralom kezdetéig 1409-ig Zára városához tartozott, amely 1151-ben a zárai Szent Kereszt bencés kolostornak adományozta. A bencések a későbbiekben is fontos szerepet játszottak a sziget fejlődésében. Miután Velence 1409-ben elfoglalta Zárát a szigetek is fennhatósága alá kerültek. Az 1421-es zárai kataszter szerint Molatot 1422 líráért a Zadulin családnak adták bérbe, majd 1464-ben a Detrišić (Detrico) család bérelte ki 1830 velencei líráért. 1539-től a szigetnek különböző bérlői voltak, de török háborúk miatt birtoklásuk időnként bizonytalan volt. Brgulje első írásos említése 1527-ben történt “Berguglie” alakban. A település története során mindvégig közeli Molatnak volt alárendelve. Káplánja, melyet a 17. században említenek először a molati plébániához tartozott. A 16. és 17. században a sziget gyéren lakott volt. A csekély lakosságot törökön kívül az uszkók kalózok is támadták és fosztogatták. Még 1684-ben is húsz molati lakost hurcoltak török kalózok rabságba. A 19. század elején amikor Dalmácia francia uralom alá került a törököket angol szolgálatban álló kalózok váltották fel, akik szintén többször támadták a szigetet. A kalózokon kívül a lakosságnak a Zárának és a Zára által nyakukba ültetett nagybirtokosok által támasztott terhekkel is szembe kellett néznie. 1615-ben a gróf még azt is megtiltotta, hogy földjeiken kívül más vagyont tartsanak, 1624-ben pedig a szabad favágást tiltotta meg 25 dukát büntetés megfizetésének terhe mellett. 1640-ben az olasz Lantana kereskedőcsalád vásárolta meg a szigetet amely még kegyetlenebbül bánt a lakossággal. Az elnyomás ellen a lakosság számos panaszt emelt, de azok eredménytelenek maradtak. Amíg a lakosság kemény adókat fizetett a termények, a halászat és az állattartás jövedelmei után a Lantana család egyre gazdagodott. Végül a 19. század második felében a szigetet eladták a Abelić családnak. Petar Abelić fia Kazimir a szigetet húga fiainak adta át így került az olasz Gozzetti család tulajdonába. Brguljénak 1857-ben 140, 1910-ben 176 lakosa volt. Plébániáját 1903-ban alapították. Az első világháborút követően előbb a Szerb-Horvát-Szlovén Királyság, majd Jugoszlávia része lett. Lakossága különösen az 1970-es években csökkent jelentősen, amikor a fiatalok közül sokan a nagyobb ipari városokba, Zárára és Fiumére költöztek, míg mások a könnyebb kenyérkereset reményében Amerikába, Ausztráliába vándoroltak ki. A második világháború után a férfiak közük sokan mentek tengerésznek. A rabi mészgyártás kiépítéséig 1964-ig a lakosság egy része mészégetéssel is foglalkozott és az itteni mészégetők híresek voltak. Az 1950-es években a halászat is fellendült, bár hagyományok hiányában nem fejlődött a legjelentősebb gazdasági ággá. Jószerivel csak a kikapcsolódás és a saját szükségletek kielégítésére korlátozódott. Mára a mezőgazdaság és az állattartás is szinte teljesen megszűnt. A lakosság számának csökkenése az utóbbi időben is tovább folytatódott. A falunak 2011-ben mindössze 48 lakosa volt. A legújabb időkben több új ház épült a sziget északkeleti oldalán Lipić kikötője közelében.

## Lakosság
| Lakosság változása | Lakosság változása | Lakosság változása | Lakosság változása | Lakosság változása | Lakosság változása | Lakosság változása | Lakosság változása | Lakosság változása | Lakosság változása | Lakosság változása | Lakosság változása | Lakosság változása | Lakosság változása | Lakosság változása | Lakosság változása |
| ------------------ | ------------------ | ------------------ | ------------------ | ------------------ | ------------------ | ------------------ | ------------------ | ------------------ | ------------------ | ------------------ | ------------------ | ------------------ | ------------------ | ------------------ | ------------------ |
| 1857               | 1869               | 1880               | 1890               | 1900               | 1910               | 1921               | 1931               | 1948               | 1953               | 1961               | 1971               | 1981               | 1991               | 2001               | 2011               |
| 140                | 0                  | 154                | 167                | 170                | 176                | 176                | 231                | 252                | 247                | 202                | 132                | 76                 | 56                 | 53                 | 48                 |

## Nevezetességei
- Szent András apostol tiszteletére szentelt plébániatemploma a 19. század elején épült, 1926-ban, 1956-ban és 2000-ben megújították. A templomnak három oltára van. A főoltáron Szent András apostol szobra látható. Ezen kívül még Páduai Szent Antalt és a Lourdes-i Szűzanyát ábrázoló szobrai találhatók. A harangtorony a templomtól délnyugatra áll, benne két haranggal, melyeket 1932-ben Ljubljanában öntöttek. A temető a falutól mintegy száz méterre északnyugatra fekszik. A falunak plébániaháza nincs.[3]
- A sziget délkeleti részén a falutól délre található a sziget belsejébe mélyen benyúló mély vizű Brgulei-öböl, ahol a kis Brguljski-szigettől északnyugatra nagyobb hajók is horgonyozhatnak.